# Pociąg seksualny

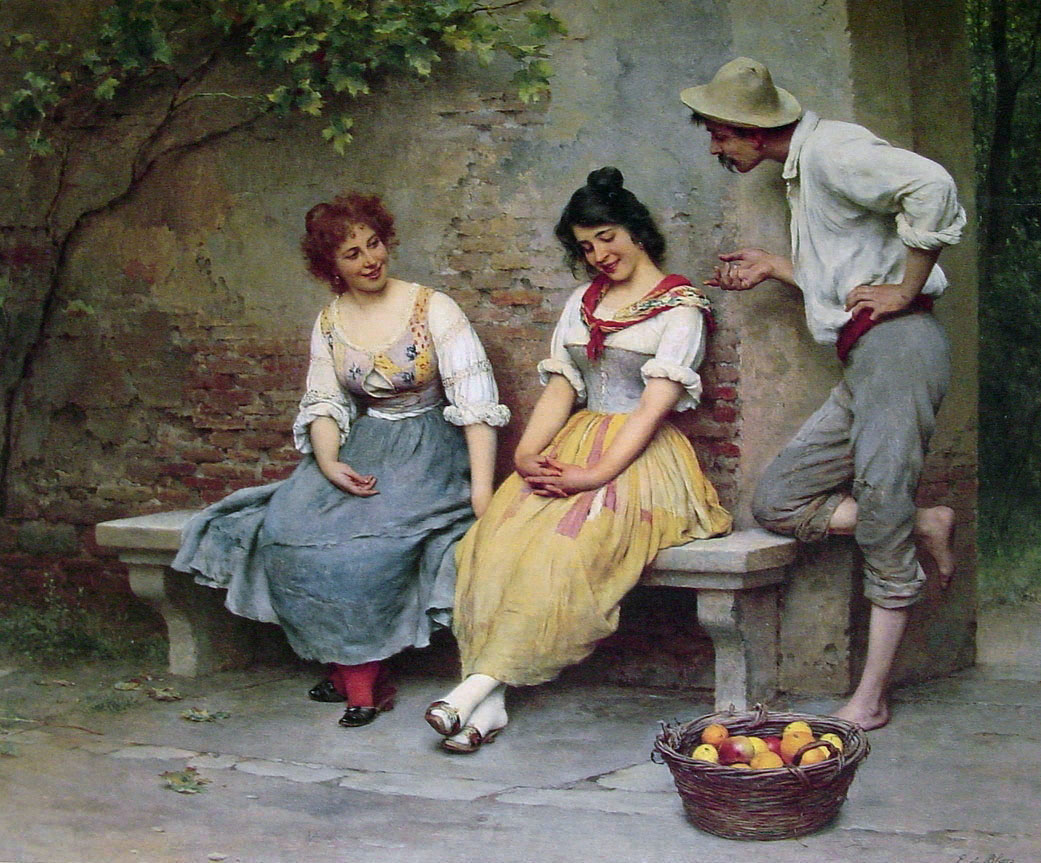
Flirt (1904), autorstwa Eugene’a de Blaasa.

Pociąg seksualny, inaczej atrakcja seksualna  – przyciąganie oparte na pożądaniu seksualnym lub na cechach wzbudzających takie zainteresowanie. Atrakcyjność seksualna, zwana też seksapilem (od ang. sex appeal), to zdolność jednostki do wzbudzania pociągu seksualnego u innych osób i stanowi czynnik wpływający na dobór płciowy, lub wybór partnera. Pociąg mogą wzbudzać cechy fizyczne czy też inne cechy danej osoby, albo te cechy w kontekście, w jakim się pojawiają. Pociąg może dotyczyć między innymi estetyki, ruchów czy głosu danej osoby. Pociąg może być wzmożony poprzez zapach ciała, feromony płciowe, ozdoby, ubiór, perfumy czy fryzurę. Wpływ na niego mogą mieć indywidualne czynniki genetyczne, psychologiczne lub kulturowe, a także inne, bardziej nieokreślone czynniki. Pociąg seksualny jest również reakcją na inną osobę, zależną od połączenia cech tej osoby oraz preferencji osoby, która odczuwa pożądanie.
Chociaż podejmowano próby opracowania obiektywnych kryteriów atrakcyjności seksualnej i mierzenia jej jako jednej z kilku fizycznych form kapitału (np. kapitał erotyczny), to atrakcyjność seksualna danej osoby jest w dużej mierze subiektywną wartością zależną od indywidualnych preferencji, sposobu postrzegania i orientacji seksualnej innych osób. Na przykład gej lub lesbijka na ogół uznawałaby osobę tej samej płci za bardziej atrakcyjną niż osoba odmiennej płci. Osoba biseksualna może uznać za atrakcyjną osobę dowolnej płci. Aseksualność odnosi się do osób, które nie doświadczają pociągu seksualnego wobec żadnej z płci, chociaż mogą mieć pociąg romantyczny lub nieukierunkowane libido.
W ujęciu ewolucyjnym istnieje hipoteza przesunięcia owulacyjnego, która zakłada, że kobiety wykazują odmienne wzorce zachowań i preferencji seksualnych w różnych fazach cyklu miesiączkowego, co ma na celu pozyskanie wysokiej jakości partnera do kopulacji w okresie swojej największej płodności. Poziom hormonów w całym cyklu menstruacyjnym wpływa na zachowania jawne kobiety, wpływając na sposób, w jaki kobieta prezentuje się innym na etapach cyklu menstruacyjnego, próbując przyciągnąć wysokiej jakości partnerów, im bliżej jest kobiecie owulacji. Nowsze badania wskazują, że fazy cyklu menstruacyjnego nie mają wpływu, na jakich to mężczyzn preferują kobiety, jednak wykazano, że w okresie płodnym postrzegają wszystkich mężczyzn jako bardziej atrakcyjnych. 
Zdolność danej osoby do wzbudzania pociągu seksualnego u innych poprzez swoje cechy fizyczne i pozostałe atrybuty stanowi podstawę do wykorzystywania tej osoby w przemyśle reklamowym, branży filmowej i innych mediach wizualnych, a także w modelingu i innych zawodach.